# Yardena Arazi
Yardena Arazi (em hebraico: ירדנה ארזי‎ , Distrito Norte, 25 de setembro de 1951) é uma cantora israelense e apresentadora de televisão. Participou várias vezes no Festival Eurovisão da Canção e apresentou-o no ano 1979 em Jerusalém.

## Biografia
Yardena Arazi nasceu em Kibbutz Kabri e cresceu em Haifa. Yardena é filha de imigrantes judeus da França e Alemanha. Ela se juntou ao grupo Rothschild Beit aos 16 e se tornou seu vocalista. Ela fez seu serviço militar na trupe de entretenimento Nahal. Ela é casada com o engenheiro Natan Tomer, com quem tem uma filha.

## A carreira musical e televisão

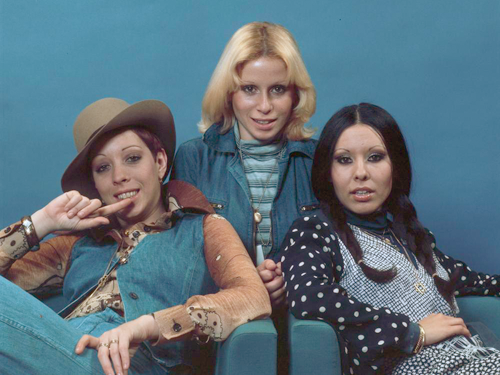
Eurovision Song Contest 1976

Na década de 1970, Yardena Arazi foi membro do trio vocal feminino Shokolad Menta Mastik juntamente com Lea Lupatin e Ruti Holtzman. O grupo representou Israel no Festival Eurovisão da Canção 1976 com a canção Emor Shalom ("Diga Olá") Ficando em 6º Lugar. Em 1979, a Israel Broadcasting Authority (IBA) pediu a Yardena co-sediar o Festival Eurovisão da Canção em Jerusalém. Sua ligação com o concurso de música continuou quando ela cantou na final israelense de 1982, 1983 e 1985. Em 1987, ela co-organizou o evento e em 1988 ela foi selecionada pela IBA para cantar a entrada de Israel. Arazi foi a Dublin com a canção Ben Adam ("Ser Humano"), que chegou em sétimo lugar. Yardena Apresentou o programa Café Telad, um talk show do canal 2 de Israel nas manhãs do canal, o programa ficou no ar de 1996 a 2005.
Ela também apresentou um programa noturno chamado Malkat Ha'Shabat (Rainhas do Sábado) em 2011.

## Discografia
- 1982 - Yardena Arazi
- 1983 - Ma Nishma
- 1984 - Ata Li Eretz
- 1985 - Drishat Shalom
- 1986 - Shuv Batmuna
- 1987 - Neshama Tzoani
- 1988 - Od Yom Echad
- 1989 - Dimion Mizrachi
- 1989 - Echad Zamin
- 1992 - Ansha'im Zarim
- 1995 - Mitoch Sheahavati
- 1998 - Yesh Venidme (The Best Of Yardena Arazi)
- 2009 - Bosem Al Ori
- 2011 - Ha'Osef Ha'Meshulash (The Triple Collection Hits)